# Argyria pusillalis
Argyria pusillalis là một loài bướm đêm trong họ Crambidae.